# サム&フレンズ
サム&フレンズ（Sam and Friends）は、1955年5月から1961年12月までWRC-TVで放送された人形劇。平日23時30分（EST）から5分間に大人向けとして放送したという。日本では未放送。生放送で行われたため、現存している一部のエピソードはYoutubeで公開されている。この番組の一部映像は、ジム・ヘンソン:アイディアマンや、ストリートギャング セサミストリートにたどり着くまでで紹介されている。

## キャラクター
サム
演 - ジム・ヘンソン
カーミット
演 - ジム・ヘンソン
ハリー・ザ・ヒップスター
演 - ジム・ヘンソン
ヨリック
演 - ジム・ヘンソン
マッドクリフ教授
演 - ジム・ヘンソン
チキン・リバー
演 - ジム・ヘンソン
ヘンリエッタ
演 - ジェリー・ジュール
オマール
演 - ジム・ヘンソン
ピエール・ザ・フレンチ・ラット
演 - ジム・ヘンソン
バーニス
演 - ボブ・ペイン
この他、ジェーン・ヘンソンも無名のマペットとして参加したことがある。